# Accokeek
Accokeek is een plaats (census-designated place) in de Amerikaanse staat Maryland en valt bestuurlijk gezien onder Prince George's County. Het natuurgebied Piscataway Park ligt bij de plaats.

## Demografie
Bij de volkstelling in 2000 werd het aantal inwoners vastgesteld op 7349.

## Geografie
Volgens het United States Census Bureau beslaat de plaats een oppervlakte van
60,7 km², waarvan 58,1 km² land en 2,6 km² water.

## Plaatsen in de nabije omgeving
De onderstaande figuur toont nabijgelegen plaatsen in een straal van 12 km rond Accokeek.